# Trận Karbala
Bản mẫu:Campaignbox Second Fitna
Bản mẫu:Shia Islam
Trận Karbala diễn ra vào ngày 10 Muharram, trong năm 61 AH của lịch Hồi giáo (10 Tháng 10 năm 680) tại Karbala, ngày nay ở Iraq. Trận chiến diễn ra giữa một nhóm nhỏ những người ủng hộ và người thân của cháu trai Muhammad, Husayn ibn Ali, và một đội quân lớn hơn từ các lực lượng của Yazid I, Umayyad caliph.
Khi Muawiyah I chết trong 680, Husayn đã không đưa ra trung thành với con trai của mình, Yazid I, trước đó đã được bổ nhiệm làm Umayyad khalip bởi Muawiyah; Husayn xem việc thừa kế ngôi của Yazid là một hành vi vi phạm hiệp ước Hasan-Muawiya. Người dân Kufa gửi thư cho Husayn, yêu cầu sự giúp đỡ và cam kết trung thành với ông ta, nhưng sau đó họ đã không ủng hộ ông. Khi Husayn đi về phía Kufa, tại một nơi gần đó gọi là Karbala, đoàn của ông đã bị chặn lại bởi quân đội Yazid I do Al-Hurr ibn Yazid al Tamimi. Ông đã bị giết và bị chặt đầu trong trận Karbala bởi Shimr Ibn Thil-Jawshan, cùng với hầu hết các gia đình và các bạn của mình, bao gồm cả con trai Husayn của sáu tháng tuổi, Ali al-Asghar, với phụ nữ và trẻ em bị bắt làm làm tù nhân. Tiếp theo sau cuộc chiến là các cuộc nổi dậy sau đó cụ thể là, Ibn al-Zubayr, Tawwabin, và Mukhtar cuộc nổi dậy mà xảy ra nhiều năm sau đó.
Người chết được coi là vị tử đạo bởi những người Sunni và người Hồi giáo Shia. Trận đánh có một vị trí trung tâm trong lịch sử Shia và truyền thống, và đã thường xuyên được kể lại trong văn học Shia Hồi giáo. Trận Karbala được kỷ niệm trong suốt một khoảng thời gian 10 ngày hàng năm được tổ chức hàng Muharram của Shia và Alevi, mà đỉnh cao vào ngày thứ mười của nó, được gọi là ngày của Ashura. Người Hồi giáo Shia kỷ niệm sự kiện bằng cách để tang, tổ chức lễ rước công cộng, tổ chức Majlis, đập vào ngực và trong một số trường hợp tự đánh bằng roi.
Trận Karbala đóng một vai trò trung tâm trong việc hình thành bản sắc của người Shia và biến các giáo phái đã được phân biệt thành một giáo phái với "nghi thức riêng của mình và ký ức tập thể." đau khổ và cái chết của Husayn đã trở thành một biểu tượng hy sinh "trong cuộc đấu tranh cho quyền chống sai, và cho công lý và sự thật chống lại hành vi sai trái và dối trá." 